# Franz Wilhelm Anton Gambsjäger
Franz Wilhelm Anton Gambsjäger (auch Franz Gambsjäger; * 4. September 1753 in Heidelberg; † 6. August 1816 ebenda) war ein deutscher Rechtswissenschaftler und Hochschullehrer.

## Leben
Gambsjägers frühe Ausbildung ist unbekannt. Er erlangte den Grad eines Doktors beider Rechte und habilitierte sich 1777 als Privatdozent der Rechte an der Universität seiner Heimatstadt. Gambsjäger, der als außergewöhnlich belesen galt, wurde 1781 außerordentlicher Professor und 1789 ordentlicher Professor. Seine Schwerpunkte lagen im Bereich des bürgerlichen Rechts sowie des Kirchenrechts. Bis 1807 deckte er außerdem die Lehre des Strafrechts ab.
Gambsjäger wurde 1805 Oberhofgerichtsrat, 1812/1813 war er Rektor der Universität Heidelberg. Insbesondere seine Veröffentlichungen zum Kirchenrecht fanden Beachtung.

## Werke (Auswahl)
- Positiones Ex Universo Jure Selectae, Quas Programmate Præmisso De Dispositione in favorem piæ causæ condita, solennitatibus externis destituta, de jure canonico æque ac palatino valida , Wiesen, Heidelberg 1798.
- Testamentum in genere, in specie inofficiosum una cum remediis juris, Mannheim 1803.
- Rechtliche, einen von dem mütterlichen Großvater in einer letzten Willensmeinung übergangenen Enkel betreffende Fragen, Schwan, Mannheim 1805.
- Conditio seu affirmativa seu negativa religionis ultimae voluntati insertam num pro adjecta aut non adjecta habenda ex analogia juris examinatum, Gutmann, Heidelberg 1812.
- De Usu juris Romani per codicem Napoleoneum non sublato, Gutmann, Heidelberg 1812.
- Ius ecclesiasticum in usum praelectionum, 2 Bände, Engelmann, Heidelberg 1815.